# Ana María Pugliese
Ana María Pugliese (Buenos Aires, Argentina; 1923) fue una joven cancionista argentina de mediados de siglo XX.

## Carrera
Ana María Pugliese fue una jovencita intérprete y cantante de tangos argentina, que tuvo su momento de fama durante la  década del '30. No es hija del músico Mario Pugliese, su padre se llamó Juan Pugliese y era amigo de Mario, triunfó a la edad de 13 años en 1936 por Radio El Mundo, al integrar la Orquesta infantil Bilz y la orquesta infantil Cafiaspirina con el apoyo de su gran personalidad. Apodada  “La Muñeca de la Voz de Oro”, solía cantar subida a una silla para alcanzar el micrófono con acompañamiento del bandoneonista Alfredo De Franco.
Grabó a los 14 años el vals Canaro con amor, junto a orquesta de Francisco Lomuto. 
Tuvo apariciones en la pantalla grande argentina con las películas Palermo (1937), con dirección de Arturo Mom, con los protagónicos de Nedda Francy y José Gola; y Una prueba de cariño (1938), de Ernesto Vilches, con Mario Pugliese y Aída Luz, donde cantaba en un cabaret.
En teatro se lució en la obra de 1936, Los Bohemios, dirigida e interpretada por Mario Pugliese, junto con la orquesta de Horacio Pettorossi, el actor y director Tito Martínez del Box y la cancionista Susana Ortiz.
Abandonó su carrera para casarse el 11 de octubre de 1947 en la Basílica de Santa Rosa de Lima con Aldo Aiello

## Filmografía
- 1937: Palermo.
- 1938: Una prueba de cariño.

## Teatro
- 1936: Los Bohemios.